# NGC 1441
NGC 1441 ist eine Balken-Spiralgalaxie vom Hubble-Typ SBb im Sternbild Eridanus südlich des Himmelsäquators. Sie ist schätzungsweise 190 Millionen Lichtjahre von der Milchstraße entfernt und hat einen Durchmesser von etwa 95.000 Lichtjahren. 

Im selben Himmelsareal befinden sich u. a. die Galaxien NGC 1449, NGC 1451, NGC 1453, IC 347.
Das Objekt wurde am 30. September 1786 von dem Astronomen Wilhelm Herschel mit seinem 47,5-cm-Spiegelteleskop entdeckt.